# Ahmed Zaki Yamani
Ahmed Zaki Yamani (in arabo أحمد بن زكي يماني‎?; La Mecca, 30 giugno 1930 – Londra, 23 febbraio 2021) è stato un politico saudita, Ministro del Petrolio e delle risorse minerarie dal 1962 al 1986 in virtù del suo ruolo fu membro dell'OPEC per 25 anni.

## Biografia
Laureato all'Università del Cairo Re Fouad I nel 1951, dopo aver studiato legge alla New York University e ad Harvard, con un dottorato all'università di Exeter, divenne consulente del governo saudita nel 1958 e Ministro del petrolio nel 1962.
Divenne noto anche in Occidente per il ruolo assunto durante l'embargo del 1973, quando spinse l'OPEC a quadruplicare il prezzo del greggio.
Nel dicembre del 1975 venne catturato a Vienna, insieme ad altri ministri dell'OPEC, dal celebre terrorista Carlos lo Sciacallo. Nonostante l'ordine di uccidere Yamani, Carlos lo liberò dopo due giorni di fuga in aereo per il Medio Oriente.
Nel 1986 Re Fahd rimosse Yamani e Abdulhady Hassan Taher, fondatore della Petromin oils (oggi Aramco).
Nel 1990 ha fondato il Centro studi per l'energia globale, gruppo di analisi del mercato.